# خومینگشچزنا
خومینگشچزنا (به لهستانی:  Chomińszczyzna) یک روستا در لهستان است که در گمینا ناروکا واقع شده‌است.